# Cetonia aeratula
Cetonia aeratula är en skalbaggsart som beskrevs av Edmund Reitter 1891. Cetonia aeratula ingår i släktet Cetonia och familjen Cetoniidae. Inga underarter finns listade i Catalogue of Life.